# Denshi Sentai Denjiman
Denshi Sentai Denjiman (jap. 電子戦隊デンジマン Denshi Sentai Denjiman; Elektroniczni Żołnierze Denjiman) – japoński serial z gatunku tokusatsu z roku 1980. Jest czwartym serialem z sagi Super Sentai, a także drugim wyprodukowanym przez Toei Company przy współpracy z Marvel Comics.

## Fabuła
3 tysiące lat temu klan Vader zniszczył Planetę Denji. Denjilandia, ocalała wyspa z tej planety wylądowała na Ziemi. W 1980 roku komputer na wyspie wykrył, że Vader zbliża się na Ziemię i obudził Denji Psa IC, który odnalazł piątkę prawdopodobnych potomków ludzi z planety Denji. Od tej pory ci młodzi ludzie jako Denjimani musieli pokonać klan Vader i jego królową Hedrian.

## Denjimani
- Ippei Akagi (jap. 赤城 一平 Akagi Ippei) / Denji Czerwony (jap. デンジレッド Denji Reddo; Denji Red) – lider Denjimanów, karateka, bokser, uczy sztuk walki w klubie atletycznym. Pojawia się w filmie Gaoranger vs. Super Sentai i jako Denji Czerwony pomaga Gaorangersom pokonać Rakushaasę.

- Daigorō Ōme (jap. 青梅 大五郎 Ōme Daigorō) / Denji Niebieski (jap. デンジブルー Denji Burū; Denji Blue) – zastępca dowódcy, akrobata cyrkowy, uczy gimnastyki i akrobacji w klubie atletycznym. Uwielbia anpan. Pojawia się w filmie Gokaiger vs. Goseiger, gdzie zakłada budkę z anpan.

- Jun Kiyama (jap. 黄山 純 Kiyama Jun) / Denji Żółty (jap. デンジイエロー Denji Ierō; Denji Yellow) – naukowiec i astronom, trener kalisteniki, z zamiłowania lubi jeździć konno. Mózg  i siłacz grupy.

- Tatsuya Midorikawa (jap. 緑川 達也 Midorikawa Tatsuya) / Denji Zielony (jap. デンジグリーン Denji Gurīn; Denji Green) – detektyw, którego ojciec został zabity przez Vader. Trenuje boks.

- Akira Momoi (jap. 桃井 あきら Momoi Akira) / Denji Różowa (jap. デンジピンク Denji Pinku; Denji Pink) – jedyna kobieta w drużynie, tenisistka i pływaczka, trenuje także szermierkę.

### Pomocnicy
- Denji Pies IC (jap. デンジ犬アイシー Denji Ken Ai Shī) – inteligentny pies-robot, który przybył z Gwiazdy Denji 3000 lat temu, aby stworzyć zespół Denjimanów. Poświęcił swoje życie stając się częścią DaiDenjina, aby pokonać Wszechmogącego Monse.
- Księżniczka Denji (jap. デンジ姫 Denji Hime) –

### Broń
- Denji Pierścień (デンジリング Denjiringu) – pierścienie służące do przemiany w Denjimanów. Każdy z wojowników posiada pierścień z małymi kryształami w swoim kolorze i nosi go na prawym palcu serdecznym. Aby go aktywować należy krzyknąć "Denji Spark".
- Denji Sztylety (デンジスティック Denjisutikku) – osobista broń Denjimanów będąca krótkim mieczem. Pięć Denji Sztyletów może połączyć się w Denji Bumerang.
- Denji Pięść (デンジパンチ Denjipanchi) – specjalne metalowe rękawice, dzięki którym wojownik może zadać potężny cios pięścią. Każdy Denjiman posiada ich parę.
- Denji Maszyna (デンジマシーン Denjimashīn) – motocykl z koszem Denji Czerwonego.
- Denji Buggy (デンジバギー Denjibagī) – jeep-kabriolet dla pozostałych.
- Denji Poduszkowiec (デンジクラフト Denjikurafuto) – łodzie poduszkowe dla każdego wojownika.

### Mecha
- Daidenjin (jap. ダイデンジン Daidenjin) – robot drużyny. Powstaje poprzez przekształcenie się ogromnego statku powietrznego zwanego  Denji Fighter (jap. デンジファイター Denji Faitā). Uzbrojony jest w bumerang, kulę oraz Miecz Elektromagnetyczny (電磁剣 Denjiken). Jest pierwszym robotem-transformersem w Sentai.
- Denji Tygrys (jap. デンジタイガー Denji Taigā; Denji Tiger) – latająca forteca, która transportuje Daidenjina.

## Klan Vader
Klan Vader (jap. ベーダー一族 Bēdā Ichizoku) to najeźdźcy z innego wymiaru o wypaczonej koncepcji zewnętrznego piękna. Ich celem jest zanieczyszczenie i zniszczenie Ziemi i jej mieszkańców, po to żeby pasował do ich niezwykłej estetyki.
- Królowa Hedrian (jap. ヘドリアン女王 Hedorian Joō) – nienawidzi wewnętrznego piękna i chce zanieczyścić świat. Odnajduje szczęście w ludzkim cierpieniu. Troszczy się mocno o swoich poddanych.
- Keller i Mirror (jap. ケラー&ミラー Kerā to Mirā) – dwie agentki Vader. Keller potrafi przemienić się w tarczę a Mirror w lustro. Zginęły chroniąc Hedrian przed Szatanem Banriki.
- Generał Hedler (jap. ヘドラー将軍 Hedorā Shōgun) – dowódca polowy, rywalizuje z Szatanem Banriki. Został zabity w przedostatnim odcinku, podczas pojedynku z Daidenjinem.
- Szatan Banriki (jap. バンリキ魔王 Banriki Maō) – osiłek, rywal Hedlera. Został zniszczony w ostatnim odcinku.
- Dustlery (jap. ダストラー Dasutorā) – piechota Vader.
- Potwory Vader

## Obsada
- Shin'ichi Yūki – Ippei Akagi / Denji Czerwony
- Kenji Ōba – Daigorō Ōme / Denji Niebieski
- Ei'ichi Tsuyama – Jun Kiyama / Denji Żółty
- Naoya Uchida – Tatsuya Midorikawa / Denji Zielony
- Akira Yumi – Akira Momoi / Denji Różowy
- Machiko Soga – Królowa Hedrian
- Hisako Kyōda – DenziDog IC (głos)
- Tamaki Funakura – księżniczka Denji

### Aktorzy kostiumowi
- Kazuo Niibori – Denji Czerwony
- Kenji Ōba – Denji Niebieski
- Tsutomu Kitagawa – Denji Niebieski
- Kuniyasu Ito – Denji Żółty
- Shōkō Ifuji – Denji Żółty
- Jun Murakami – Denji Zielony
- Yutaka Takebe – Denji Zielony
- Michihiro Takeda – Denji Różowa
- Hideaki Kusaka – Daidenjin

Źródło: 

## Muzyka
Opening
- "Ah Denshi Sentai Denjiman" (jap. ああ電子戦隊デンジマン Aa Denshi Sentai Denjiman)

Słowa: Kazuo Koike
Kompozycja i aranżacja: Michiaki Watanabe
Wykonanie: Ken Narita, Koorogi '73
Ending
- "Denjiman ni Makasero!" (jap. デンジマンにまかせろ！)

Słowa: Kazuo Koike
Kompozycja i aranżacja: Michiaki Watanabe
Wykonanie: Ken Narita

## Informacje dodatkowe
- Nazwa serialu pochodzi od słowa denji (jap. 電磁) oznaczającego elektromagnetyzm.
- Pierwsze znaki w nazwiskach Denjimanów oznaczają ich kolory w języku japońskim.
- Jest to pierwszy Sentai, w którym przez cały okres emisji nie doszło do jakiejkolwiek zmiany składu drużyny bohaterów.